# The Swingle Singers
Pour les articles homonymes, voir Swingle.
 (octobre 2018).
The Swingle Singers est un groupe vocal formé à Paris en 1962 par Ward Swingle (en). Le concept initial est d'interpréter des airs instrumentaux classiques, arrangés par Ward Swingle en scat (jazz vocal).

## Première période (1962-1973)

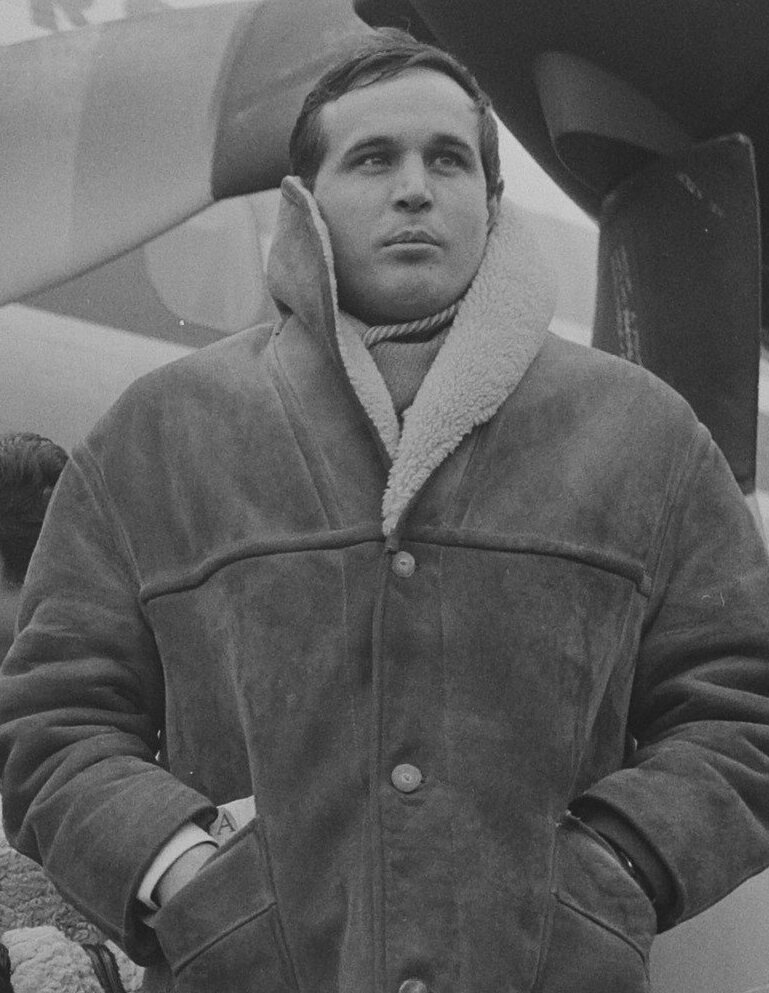
Jean-Claude Briodin (1964)

Le groupe vocal a été fondé par Ward Swingle (qui avait fait partie auparavant des Double Six), chanteur ténor et arrangeur américain vivant en France. Il déclare être descendant du réformateur suisse Ulrich Zwingli, contemporain de Martin Luther (début du XVIe siècle). Pour constituer le groupe, il s'est entouré de sept chanteurs choristes français habitués des studios d'enregistrement parisiens (parfois anciens membres des Double Six) : Claude Germain (ténor), Christiane Legrand première soprano du groupe (sœur du compositeur Michel Legrand), Jeanette Baucomont (soprano), Claudine Meunier (alto), Anne Germain (alto), Jean Cussac (basse) et Jean-Claude Briodin (basse). En plus de ces huit chanteurs s'ajoutent le contrebassiste Pierre Michelot et le batteur Gus Wallez.
Les autres chanteurs du groupe ont été pendant cette période : José Germain (basse), Alice Herald (alto), Hélène Devos (alto), Jo Noves (ténor), Nicole Darde (soprano) et Claude Chauvet (soprano).
Les Swingle Singers gagnent rapidement un succès international : quatre Grammy Awards et trois nominations, un Grand Prix du disque de l'Académie Charles-Cros, concert à la Maison-Blanche et galas aux États-Unis pour la campagne présidentielle de Lyndon Johnson, concerts au Carnegie Hall, collaboration avec Duke Ellington (oratorio à l'église Saint-Sulpice) et le Modern Jazz Quartet (enregistrement du disque Place Vendôme), création de la Sinfonia de Luciano Berio (et interprétation de cette œuvre partout dans le monde sous la direction de Luciano Berio, Leonard Bernstein, Pierre Boulez, et Ernest Bour) et d'autres pièces du compositeur, tournées internationales (Japon, Liban, Brésil, Argentine, Portugal)...
Leurs enregistrements sont fréquemment utilisés dans des musiques de film ou dans la publicité.
« Le disque d'or des Swingle Singers » (Philips 6332 188) rassemble treize pièces couvrant la période 1963-1973.

## De 1974 à aujourd'hui
Depuis 1974, après la dissolution du groupe français, Ward Swingle crée un nouveau groupe à Londres. Les nouveaux Swingle Singers chantent principalement a cappella mais font parfois appel à un accompagnement d'une basse et d'une batterie. Ils produisent des reprises d'un haut niveau technique qui vont des Beatles à la musique classique (Tchaïkovski, Bach) en passant par l'opéra (Rossini). Les arrangements sont souvent proches des harmonies du jazz. Ils sont également influencés par Nat King Cole.
- Ils ont chanté avec The Style Council sur le morceau The Story of Someone's Shoe (sur l'album Confessions of a Pop Group de 1988). Le leader de The Style Council, Paul Weller, a déclaré que ce morceau était inspiré de l'album que les Swingle Singers avait enregistré en 1967 avec le Modern Jazz Quartet : Place Vendôme.
- En 1996, ils font les chœurs de l'album Eden, de l'icône pop français Étienne Daho et lui donnent notamment la réplique dans la chanson Timide intimité.
- Ils ont aussi enregistré Ci-Git Satie et Visions and Spels de Ben Johnston.
- En 2005, leur enregistrement du Prélude en fa majeur du Clavier bien tempéré de Bach a été intégré dans le disque They de Jem Griffith ; ce morceau fait aussi partie de la bande originale du film de 2006 Les Gigolos.
- En 2006, les Swingle Singers ont aussi enregistré la Fugue en sol mineur (BWV 578) de Bach qui peut être entendue dans le film Thank You for Smoking.

Le groupe comprend actuellement :
- Joanna Goldsmith (soprano)
- Julie Kench (soprano)
- Clare Weeler (alto)
- Johanna Marshall (alto)
- Richard Eteson (ténor)
- Tom Bullard (ténor)
- Kevin Fox (basse)
- Tobias Hug (basse).

## Discographie
- 1963 : Jazz Sébastien Bach (Grand prix international du disque - Académie Charles Cros [2])
- 1964 : Going Baroque, de Bach aux Baroques
- 1965 : Swinging Mozart
- 1965 : Les Romantiques
- 1966 : Swingling Telemann
- 1966 : Place Vendome (en) (avec le Modern Jazz Quartet)
- 1967 : Sounds of Spain : Concerto d'Aranjuez
- 1968 : Operazione San Pietro (BO du film homonyme)
- 1968 : Noëls sans passeport
- 1968 : Jazz Sébastien Bach 2
- 1969 : American Look
- 1969 : Sinfonia: Luciano Berio conducting the New York Philharmonic and Swingle Singers
- 1972 : The Four Seasons
- 1972 : Bitter Ending

## Anecdotes
- Contrairement à une croyance répandue, le morceau de Burt Bacharach South American Getaway qui figure sur la bande originale du film Butch Cassidy et le Kid (1969) n'a pas été interprété par les Swingle Singers.

- Les Swingle Singers ont interprété le thème de Star Wars.

- En 2014, le blog Dans l'ombre des studios dévoile la Pavane pour une infante défunte (Maurice Ravel), enregistrement inédit de 1967, jamais sorti en disque en raison de l'opposition de l'héritier de Ravel à l'époque.
- Dans Les Demoiselles de Rochefort (1967), film auquel plusieurs Swingle Singers ont pris part pour la B.O (Anne Germain, Christiane Legrand, Claudine Meunier, Alice Herald, Jean-Claude Briodin, José Germain, etc.), l'album Swinging Mozart est sur le présentoir de la boutique de Simon Dame lorsque Andy lui rend visite.